# Christian Sinniger
Christian Sinniger actor francés desde 1975.
Cantante, guionista, improvisador, en principio en la Ligue d'improvisation française (LIF), desde su creación en 1981, creador de un nuevo concepto de improvisación, Le Cercle des Menteurs. Actualmente actúa en el teatro de Ginebra en el espectáculo « la R'vue».

## Filmografía
- 1985: Les fugitifs
- 1989: Hiver 54, l'abbé Pierre
- 1989: Baby Blood de Alain Robak
- 1994: En tránsito (Tombés du ciel)
- 1997: Tenue correcte exigée
- 1999: Trafic d'influence
- 2000: Mademoiselle
- 2001: Le soleil au dessus des nuages de Eric Le Roch
- 2001: Wasabi
- 2002: Cavalcades
- 2004: L'Équipier
- 2007: New Délire de Eric Le Roch (voz)
- 2008: Baby Blood
- 2009: Banlieue 13 - Ultimatum
- 2012: El artista y la modelo

## Televisión
- 2006: Section de recherches (TV)
- 2007: Heidi (TV)
- 2007: Qui va à la chasse... de Olivier Laubacher

## Teatro
- 1985 : Les Nuits et les jours de Pierre Laville, puesta en escena de Catherine Dasté y Daniel Berlioux, Théâtre 14 Jean-Marie Serreau

## Traducción
- Esta entrada es una traducción de Christian_Sinniger (versión:http://fr.wikipedia.org/wiki/Christian_Sinniger) (enlace roto disponible en Internet Archive; véase el historial, la primera versión y la última).

- Datos: Q2965646